# Columbia Lions football 1870-1879
Nelle stagioni che vanno dal 1870 al 1879, i Columbia Lions football, rappresentanti la Columbia University hanno gareggiato in tutte le stagioni, entrando a far parte della Intercollegiate Football Association nel 1876 ma uscendone l'anno successivo.

## 1870
| 11-12-1870           | at Rutgers* | New Brunswick, NJ | L 3-6 |
| *Gare non-conference |             |                   |       |

## 1871
Columbia non scese in campo nella stagione 1871.

## 1872
| 11-02-1872           | Rutgers*      | New York, NY      | L 0-1 |
| 11-09-1872           | at Rutgers*   | New Brunswick, NJ | L 2-5 |
| 11-16-1872           | at Yale*      | New Haven, CT     | L 0-3 |
| 11-23-1872           | Stevens Tech* | New York, NY      | W 6-0 |
| *Gare non-conference |               |                   |       |

## 1873
| 10-25-1873           | at Stevens Tech* | Hoboken, NJ       | W 2-1 |
| 11-01-1873           | Rutgers*         | New Brunswick, NJ | L 4-5 |
| 11-15-1873           | vs. Rutgers*     | Hoboken, NJ       | W 4-3 |
| *Gare non-conference |                  |                   |       |

## 1874
| 10-24-1874           | at Rutgers*   | New Brunswick, NJ | L 1-6 |
| 10-31-1874           | Stevens Tech* | New York, NY      | L 2-4 |
| 11-07-1874           | at Rutgers*   | Hoboken, NJ       | W 4-1 |
| 11-14-1874           | at Princeton* | Princeton, NJ     | L 0-6 |
| 11-21-1874           | at Yale*      | New Haven, CT     | L 1-5 |
| 12-05-1874           | at Yale*      | New Haven, CT     | L 1-6 |
| *Gare non-conference |               |                   |       |

## 1875
| 11-02-1875           | at Rutgers*               | New Brunswick, NJ | T 1-1 |
| 11-04-1875           | at Stevens Tech*          | Hoboken, NJ       | W 2-1 |
| 11-13-1875           | at Princeton*             | Princeton, NJ     | L 2-6 |
| 11-27-1875           | City College of New York* | New York, NY      | W 5-0 |
| 12-04-1875           | at Yale*                  | New Haven, CT     | W 3-2 |
| *Gare non-conference |                           |                   |       |

## 1876
| 11-04-1876           | City College of New York* | New York, NY | W 6-0 |
| 11-11-1876           | at Stevens Tech*          | Hoboken, NJ  | L 3-5 |
| 11-18-1876           | Stevens Tech*             | New York, NY | W 4-0 |
| 11-18-1876           | Princeton                 | New York, NY | L 0-3 |
| 1876                 | at Stevens Tech*          |              | T 1-1 |
| 12-09-1876           | vs. Yale                  | Hoboken, NJ  | L 0-2 |
| *Gare non-conference |                           |              |       |

## 1877
| 11-05-1877           | Harvard          | New York, NY  | L 0-6            |
| 11-06-1877           | at Rutgers*      | Hoboken, NJ   | W 4-2            |
| 11-13-1877           | at Stevens Tech* | Hoboken, NJ   | T 0-0            |
| 11-17-1877           | at Princeton     | Princeton, NJ | L 0-4            |
| 12-02-1877           | at Yale          | New Haven, CT | L 0-1 (rinuncia) |
| *Gare non-conference |                  |               |                  |

## 1878
| 11-05-1878           | at Stevens Tech*  |             | T 0-0 |
| 11-16-1878           | vs. Pennsylvania* | Hoboken, NJ | T 0-0 |
| *Gare non-conference |                   |             |       |

## 1879
| 10-25-1879           | at Stevens Tech* | Hoboken, NJ    | T 0-0 |
| 11-01-1879           | at Princeton*    | Princeton, NJ  | L 0-2 |
| 11-08-1879           | at Pennsylvania* | Filadelfia, PA | L 0-1 |
| 11-20-1879           | Rutgers*         | New York, NY   | T 0-0 |
| 11-22-1879           | vs. Yale*        | Hoboken, NJ    | L 0-2 |
| *Gare non-conference |                  |                |       |